# Dead Man's Island Park
Dead Man's Island Park är en park i Kanada.   Den ligger i provinsen British Columbia, i den centrala delen av landet, 3 600 km väster om huvudstaden Ottawa. Dead Man's Island Park ligger 697 meter över havet.
Terrängen runt Dead Man's Island Park är kuperad österut, men västerut är den platt. Dead Man's Island Park ligger nere i en dal. Trakten runt Dead Man's Island Park är nära nog obefolkad, med mindre än två invånare per kvadratkilometer.. Närmaste större samhälle är Burns Lake, 3,2 km norr om Dead Man's Island Park. 
I omgivningarna runt Dead Man's Island Park växer i huvudsak barrskog.